# 장 티롤
장 마르셀 티롤(Jean Marcel Tirole, 1953년 8월 9일 ~ )은 프랑스의 경제학자이다. 산업 조직론, 게임 이론, 은행 및 금융, 행동 경제학, 심리학, 계약 이론, 거시 경제에 대한 연구를 하고 있다. 2014년 노벨 경제학상을 수상하였다.

## 경력
티롤은 툴루즈 경제대학원의 장 자크 라퐁 재단 이사회 의장이자 툴루즈 1대학교 의사당 산업경제연구소(IDEI)의 과학 이사이다. 1981년 MIT에서 박사학위를 받은 후, 1984년까지 국립고등교량도로학교에서 연구원으로 일했다. 1984년부터 1991년까지 MIT에서 경제학 교수로 재직했다. 1988년까지의 그의 연구는 비경쟁 시장에 대한 이해에 관한 게임 이론 혁명의 주요 결과를 조직하고 종합함으로써 현대 산업 조직 이론을 정의하는 데 도움이 되었다.
1994년부터 1996년까지 에콜 폴리테크니크에서 경제학 교수로 재직했다. 티롤은 툴루즈에 새로운 경제 학교를 설립하는 프로젝트에서 장 자크 라퐁과 함께 참여했다. 교량, 물, 숲 군단의 기술 총장, 툴루즈 경제 대학 이사회 의장, MIT 객원 교수이며, 1995년부터 사회과학고등연구원의 "누적" 교수로 재직하고 있다.
1998년에 계량경제학회 회장을, 2001년에는 유럽경제학회 회장을 역임했다. 이 무렵 그는 자연 독점 규제에 대한 최적의 가격을 계산하는 방법을 결정할 수 있었고, 자본 시장 - 분산형 대출 기관과 중앙 집중식 은행 관리 간의 통제 차이에 중점을 둔다. 티롤은 2011년부터 윤리·정치학 아카데미, 2008년부터 경제분석협의회(Conseil d'Analyse Économique), 2013년부터 전략연구위원회(Conseil Stratégique de la Recherché)의 회원이었다. 2010년대 초에 그는 은행이 일반적으로 단기 대출을 받는 경향이 있음을 보여주었다. 위험을 감수하고 보다 질적인 시장 활성화 정책을 향한 양적 완화의 변화를 권고했다.